# Actebia
Actebia é um gênero de traça pertencente à família Arctiidae.

## Espécies
- Actebia fennica (Tauscher, 1806)
- Actebia praecox (Linnaeus, 1758)

Subgênero Protexarnis
- Actebia balanitis (Grote, 1873)
- Actebia squalida (Guenée, 1852)
- Actebia opisoleuca (Staudinger, 1881)